# Технички школски центар Зворник
Јавна установа Технички школски центар Зворник, Каракaj је јавна средњошколска установа у Каракају у општини Зворнику. Налази се у улици Каракај бб.

## Историја
Технички школски центар се налазио у подручном одељењу Школе ученика у привреди „Алија Алијагић” из Бијељине, које је радило при Гимназији „Петар Кочић” у Зворнику до школске 1969—70. године. Периодична школа ученика у привреди у Зворнику је основана 1970, садржала је тринаест одељења, шест наставника и 281 ученика. Нова школска зграда у Каракају је отворена 22. јануара 1972. године, а 17. фебруара је донета одлука о оснивању Техничког школског центра Зворник са техничком школом, школом са практичном обуком и школом ученика у привреди. Следеће школске године су бројали 764 ученика у 20 одељења, број се повећао наредних година на 852 ученика у 25 одељења, а затим 1025 у 25 одељења.
Библиотека Техничког школског центра је основана фебруара 1974. године, почетни књижни фонд је износио 2150 књига, а крајем 1974. се повећао на 4760. Највише корисника је библиотека забележила школске 1976—77 године са 1266 ученика и 37 чланова колектива. Године 1982. добија признање за најбоље опремљену школску библиотеку. Школски архив и библиотека су у два наврата поплављени, тако да је уништен већи део документације везан за школу и библиотеку, данас располаже са 9602 монографске публикације. Највише ученика је забележено школске 1983—84. године са 1300 ученика у 37 одељења. У току рата је наставу у 20—25 одељења похађало 600—800 ученика, а након њега се број повећао преко 900 ученика у 30 одељења, а 2001—2002. на 1042 ученика у 35 одељења. Школске 1995—96. године, поред машинства и електротехнике, је уведено и подручје рада саобраћај, а школске 2005—2006. подручје рада хемија, неметали и графичарство.

## Догађаји
Догађаји Техничког школског центра:
- Светосавска академија[3]
- Светосимеонска академија[4]
- Дан отворених врата[5]
- Дан Републике Српске[6]
- Дан заљубљених[7]
- Дан младенаца, пролећа и поезије[8]
- Спортски дан[9]
- Међународни сајам књига у Београду[10]
- Међународни дан жена[11]
- Међународни дан средњошколаца[12]
- Фестивал обновљивих извора енергије[13]